# Соболева, Дарья Сергеевна
Дарья Сергеевна Соболева (7 марта 1992) — российская футболистка, полузащитница тамбовской Академии футбола.

## Биография
В юниорском возрасте занималась в Училище олимпийского резерва г. Звенигорода. Выступала в высшей лиге России за старшую команду училища — «УОР-Звезда». Дебютный матч в высшей лиге провела 7 мая 2009 года против «Россиянки», заменив на 65-й минуте Эльвиру Зиястинову. Всего в чемпионате России сыграла 13 матчей — 8 игр в 2009 году и 6 — в 2010 году.
В 2010-е годы выступала в первом дивизионе за воронежский «Стройуниверсал». Также играла за ряд воронежских команд по футболу и мини-футболу в региональных соревнованиях. Была капитаном сборной Воронежского государственного института физической культуры, становилась бронзовым призёром и лучшим бомбардиром Всероссийских соревнований среди студентов. Чемпион Первой лиги 2023 в составе Академии футбола.
Выступала за юниорскую и молодёжную сборную России.
По состоянию на 2019 год работала детским тренером в СДЮСШОР «Факел» (Воронеж).